# Valdilana
Valdilana ist eine italienische Gemeinde (comune) mit 10.044 Einwohnern (Stand 31. Dezember 2023) in der Provinz Biella (BI), Region Piemont. Die Gemeinde gehört zur Unione Montana dei Comuni del Biellese Orientale.

## Geschichte
Valdilana wurde zum 1. Januar 2019 aus den vormals eigenständigen Kommunen Mosso, Soprana, Trivero und Valle Mosso gebildet.
Der Verwaltungssitz befindet sich in Valle Mosso.

## Sehenswürdigkeiten
- Kirche Mariä Himmelfahrt in Mosso
- Georgskirche in Soprana
- Brücke von Pistolesa

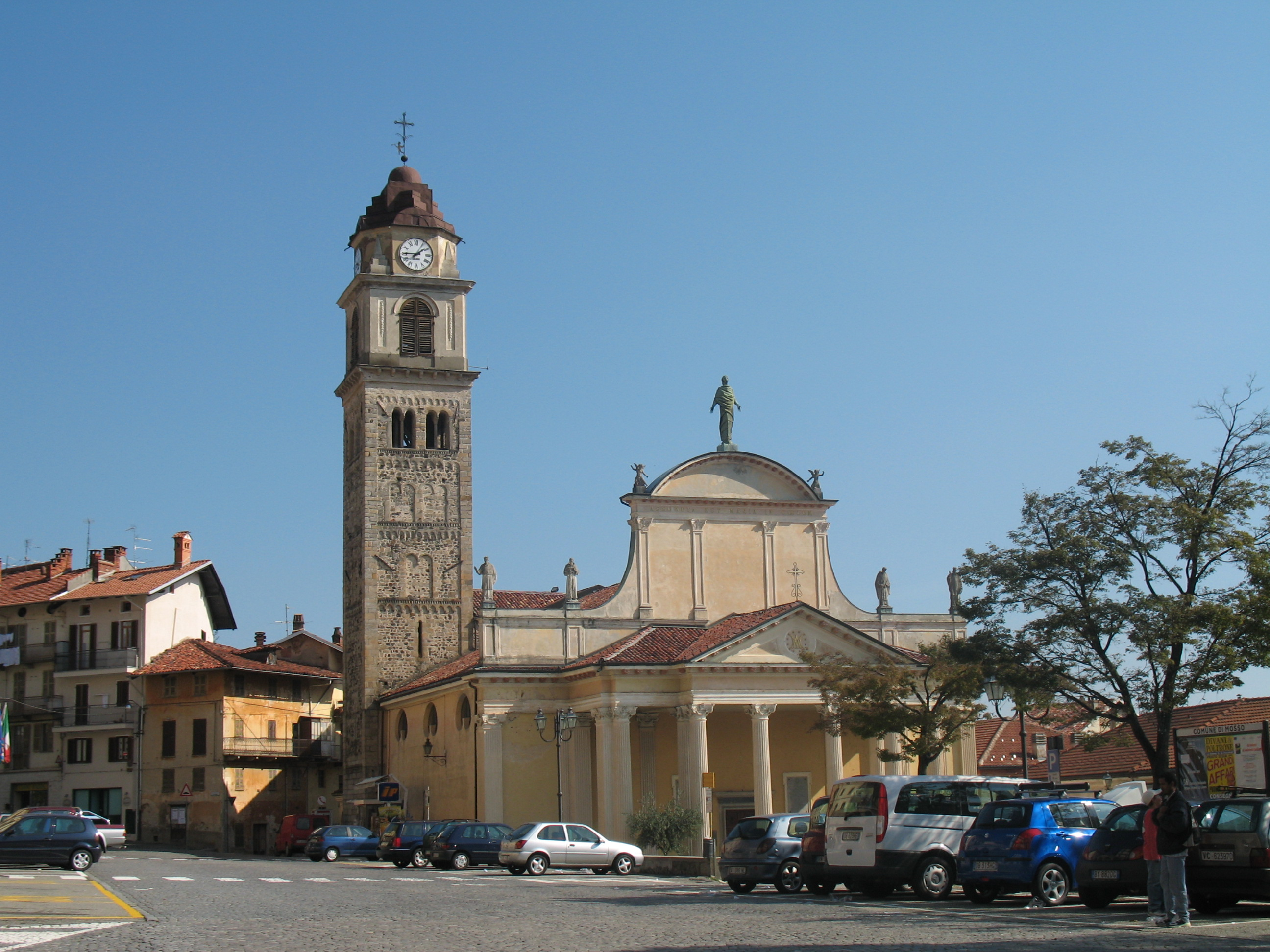
Kirche Mariä Himmelfahrt
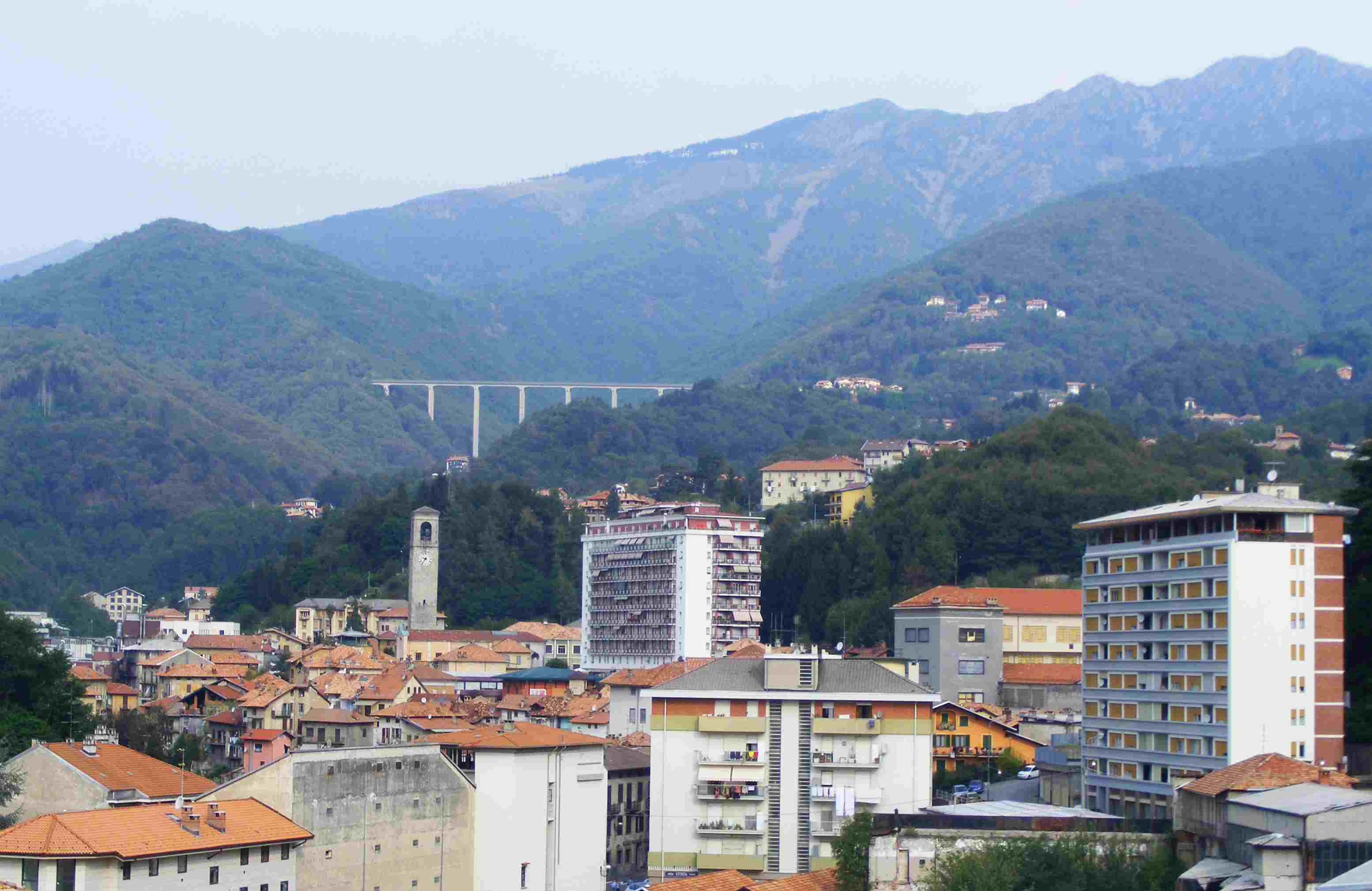
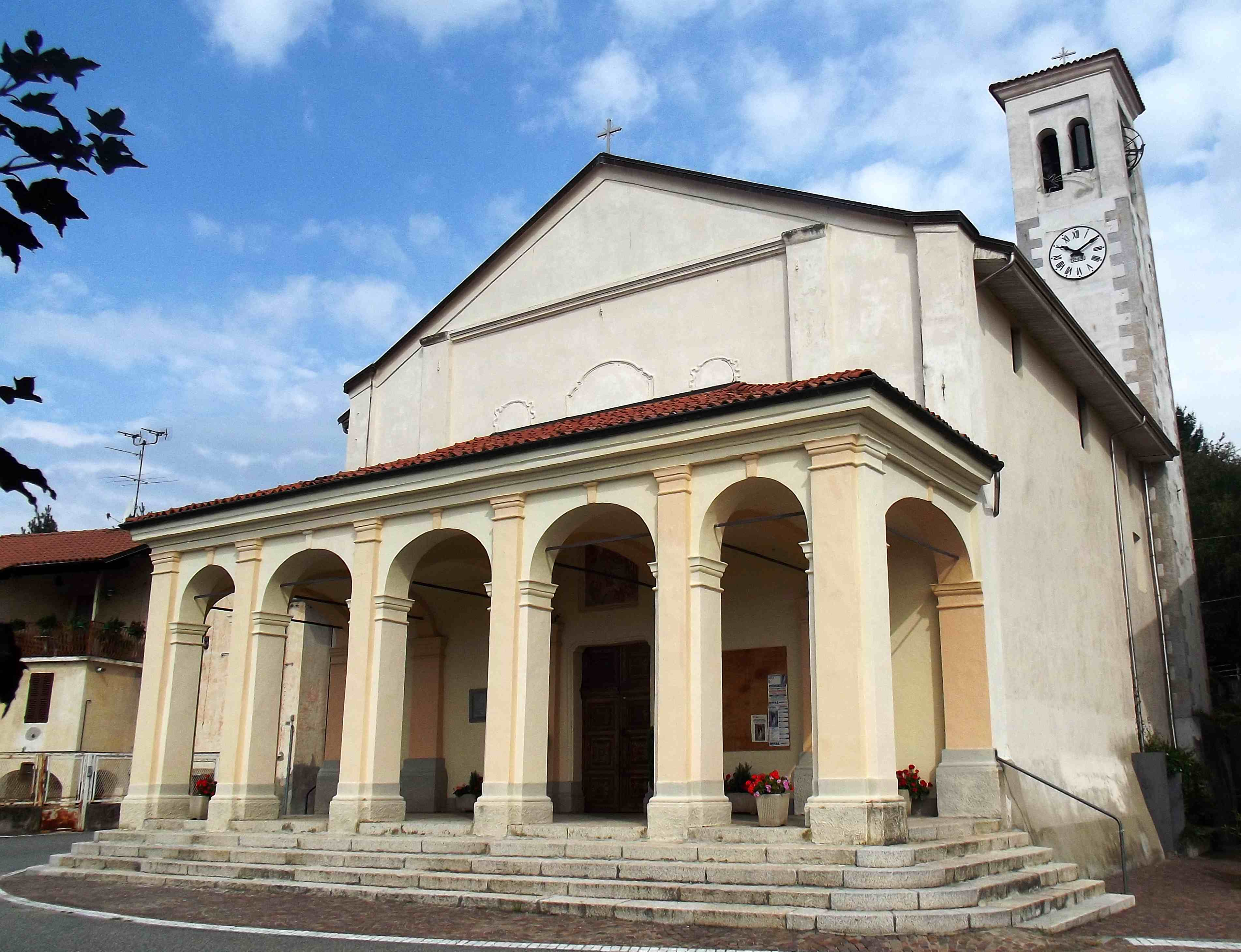
Georgskirche